# جی‌ان-۱۰۸۰۳۶
جی‌ان-۱۰۸۰۳۶ (انگلیسی: GN-108036) یک کهکشان دوردست است که توسط تلسکوپ سوبارو و رصدخانه کک واقع در هاوایی کشف و تأیید شده‌است. مطالعهٔ آن نیز توسط تلسکوپ فضایی هابل و تلسکوپ فضایی اسپیتزر تکمیل شد.
انتقال به سرخ آن z = ۷٫۲ بود، به این معنی که نور این کهکشان نزدیک به ۱۳ میلیارد سال طول کشیده تا به زمین برسد و بنابراین شکل‌گیری آن به ۷۵۰ میلیون سال پس از انفجار بزرگ بازمی‌گردد. این کهکشان سرعت تشکیل ستاره‌ای بالایی دارد: با سرعت ۱۰۰ جرم خورشیدی در سال، یا حدود ۳۰ برابر بیشتر از کهکشان راه شیری، که ۵ برابر بزرگتر و ۱۰۰ برابر جرم بیشتر است.